# ニコラ・ロバーツ
ニコラ・ロバーツ（Nicola Roberts、1985年10月5日 - ）は、イギリスのガール・グループであるガールズ・アラウドの元メンバー。

## 来歴
イングランドのリンカンシャー・スタンフォードで生まれ、チェシャー州ランコーンで育つ。
デビュー当時は色白であることがコンプレックスだったが、2008年テレビ番組『The Passion of Girls Aloud』で色白の女性向けの化粧品「Dainty Doll」をプロデュースするなど同じコンプレックスを持つ女性にエールを送っている。また2010年イギリスでの18歳未満の日焼け用ベッド禁止法案への支持を表明しておりBBCのドキュメンタリー『The Truth about Tanning』に出演したり下院でスピーチをするなど法案の可決を訴えている。
ソロ活動ではファッション関係の仕事が多く、2010年にはナオミ・キャンベル主催のハイチ救済のためのファッションショーでランウェイを歩いた。
2011年6月5日にシングル「Beat Of My Drum」でソロ・デビューを果たす。9月18日にはセカンド・シングル「Lucky Day」、9月26日にはデビュー・アルバム『Cinderella's Eyes』を発表する。
2012年、ハウス・オブ・ホランドのディレクターとリアーナの衣装をデザインするデザイナーを発掘するオーディション番組『Styled to Rock』でメンターを務めていた。
ロバーツの2013年現在の純資産は650万米ドルである。

## ディスコグラフィ

### スタジオ・アルバム
- Cinderella's Eyes (2011年、Polydor)

### シングル
- "Beat of My Drum" (2011年)
- "Lucky Day" (2011年)
- "Yo-Yo" (2012年)